# Amástris (filha de Dario II)
Amástris foi uma princesa aquemênida, filha mais velha do rei Dario II com sua esposa Parisátide.
Amástris nasceu antes de seu pai assumir o trono persa. Ela se tornou a esposa do sátrapa Teritucmes, que se apaixonou pela própria meia-irmã Roxana e, para ser livre para ela, pretendia assassinar sua esposa. Antes que Teritucmes pudesse matar sua esposa, ele foi assassinado por Udiastes.

## Literatura
- (em alemão) Eduard Meyer: Amastris 5. In: Realencyclopädie der classischen Altertumswissenschaft (RE). Vol. I,2, Stuttgart 1894, Col. 1750.